# Гура Избитеј (Алба)
Гура Избитеј (рум. Gura Izbitei) насеље је у Румунији у округу Алба у општини Бучум. Oпштина се налази на надморској висини од 715 m.

## Становништво
Према подацима из 2002. године у насељу је живело 20 становника, од којих су сви румунске националности.